# حارة الاكمة (صنعاء همدان)
حارة الاكمة هي إحدى حارات حي شملان بضواحي صنعاء مديرية همدان، بلغ تعداد سكانها 408 نسمة حسب تعداد اليمن لعام 2004.